# Присмерк (фільм)
«Присмерк» (Корова і трактор) — документальний фільм відзнятий режисером Валентином Васяновичем. Фільм — учасник міжнародного кінофестивалю Docudays UA.
Займає 37-38-у позицію у списку 100 найкращих фільмів в історії українського кіно. У 2012 фільм ввійшов до переліку з 29 кінопроектів, які отримали фінансову підтримку Держкіно. 

## Сюжет
82-річна Марія та її хворий син Сашко живуть у глухій провінції. Через серйозну недугу Сашко осліп. Він боїться смерті матері, але Марія відчайдушно чіпляється за життя, усвідомлюючи, що нікому буде подбати про її сина. Їхні вчинки можуть видаватися ірраціональними, проте вони демонструють прагнення героїв не здаватися. Марія купує теля, Сашко починає навпомацки майструвати трактор…

## Нагороди
Фільм отримав особливу відзнаку Міжнародного кінофестивалю Docudays. Також стрічка перемогла у конкурсі найкращих українських повнометражних фільмів 2014-го року на Одеському міжнародному кінофестивалі.